# Dendrocerus leucopidis
Dendrocerus leucopidis är en stekelart som först beskrevs av Muesebeck 1959.  Dendrocerus leucopidis ingår i släktet Dendrocerus och familjen trefåresteklar. Inga underarter finns listade i Catalogue of Life.